# Зан Геррі
Зан Геррі (англ. Zan Guerry; нар. 12 лютого 1949) — колишній американський тенісист.
Найвищу одиночну позицію світового рейтингу — 105 місце досяг 16 січня, 1978 року.
Здобув 1 парний титул.
Найвищим досягненням на турнірах Великого шолома було 3 коло в одиночному розряді.

## Фінали Гран-прі за кар'єру

### Парний розряд: 1 (1–0)
| Результат | W/L | Дата     | Турнір       | Покриття | Партнер       | Суперники                     | Рахунок  |
| --------- | --- | -------- | ------------ | -------- | ------------- | ----------------------------- | -------- |
| Перемога  | 1–0 | Бер 1973 | Джексон, США | Тверде   | Фрю Макміллан | Хайме Пінто Браво Тіто Васкес | 6–2, 6–4 |